# Неополькин, Клим Николаевич
Клим Никола́евич Неопо́лькин (имя при рождении, точные дата и место рождения неизвестны; согласно медэкспертизе от 1949 года — род. 6 декабря 1933) — участник Великой Отечественной и советско-японской войн, сын полка (45-я механизированная бригада).

## Биография

### Великая Отечественная война
В июле 1941 года в ходе Смоленского сражения немцы подходили к городу, бомбя при этом соседние населённые пункты. Сержант одной из отступающих частей Красной армии, услышав шорох в погребе жилого дома города Починок, спустился в него и обнаружил испуганного, голодного и замершего мальчишку. Страх настолько овладел ребёнком, что он забыл совершенно всё: и своё имя, и кто его родители, есть ли у него живые родственники. Танкисты решили не бросать паренька, взяли его с собой до Москвы, где планировали отдать в приют, однако по решению комиссара бригады 7-летнего мальчика определили сыном полка. Солдаты решили назвать нового сослуживца в честь маршала Ворошилова — Климом, а отчество кто-то из красноармейцев дал своё. Позднее придумали и фамилию — в честь успешно выступавшего против оккупации города Неаполь, бывшего в то время у всех на устах, — Неаполькин; однако позже писари несколько раз ошибались, вследствие чего Клим Николаевич стал Неополькиным.
С танкистами 45-й танковой механизированной бригады 5-го гвардейского корпуса 6-й гвардейской танковой армии Клим Николаевич прошёл всю войну. Помогал бойцам как мог: подносил снаряды, исполнял обязанности вестового у командира батальона и даже со своими старшими товарищами ходил в разведку. Участвовал в обороне Сталинграда (где получил ранение в голову осколком), освобождал Ростовскую область, воевал на Курской дуге, под Днепропетровском и Киевом, в составе 1-го и 2-го Украинского фронтов дошёл до Будапешта и Вены. Победу встретил 11 мая под Прагой.

### Советско-японская война
Примерно месяц после Победы в Европе красноармейцы приводили в порядок себя и технику, но внезапно пришёл приказ двигаться в Забайкалье — 9 августа 1945 года началась война с Японией. По пути в Маньчжурию, по словам Клима Николаевича, советским бойцам пришлось справляться и со стихией, и со сложным рельефом: во время перехода через пустыню Гоби много танков выходило из строя из-за забившихся песком фильтров, а Большой Хинган боевые машины преодолевали по узким горным дорогам, регулярно обстреливавшимся японцами. В составе бригады уже повзрослевший 12-летний сын полка прошёл Харбин, Мукден, дошёл до Хэйхэ, после чего войска вошли в Корею и вышли на берег Жёлтого моря, заставив капитулировать Квантунскую армию.

### Послевоенные годы
После окончания боевых действий возвращаться мальчику было некуда. Сироту прикрепили к совхозу села Новый Кошкуль в Омской области. Пришедшего в школу Клима директор проэкзаменовал и определил в пятый класс, однако не окончив семилетку, в 1947 году подросток отправился на Смоленщину в поисках своих родных, но так ничего и не вспомнил, так никого и не нашёл. Далее двинулся куда потеплее — в Дагестан. Здесь был зачислен в ФЗУ, на практику от которой будущий электрик прибыл на строительство Цимлянской ГЭС. По окончании училища вернулся в Ново-Солёновский (ныне — в составе Волгодонска), где проработал многие годы (с перерывом на три года срочной службы в армии, уже со своим призывом) на гидроэлектростанции. Позднее трудился в совхозе, в ЖКО химического завода, 17 лет проработал на элеваторе, после чего вышел на пенсию.

## Семья
Своих родителей сын полка не помнит — сказался пережитый стресс при немецкой оккупации города Починок Смоленской области; скорее всего, они погибли при одной из бомбёжек.
Со своей будущей супругой Марией Тихоновной Клим Николаевич познакомился в годы работы на Цимлянской ГЭС. Пара прожила вместе 54 года, вырастила двоих сыновей и дочь. Один из внуков Клима Николаевича, Алексей Неополькин, — командир волгодонской казачьей дружины и участник соревнований по виртуозному владению шашкой.